# Bariadi
Bariadi ist eine Stadt in Tansania. Sie ist die Hauptstadt der Region Simiyu und Verwaltungszentrum der Distrikte Bariadi und Bariadi (TC).

## Geographie
Bariadi hatte 2022 bei der Volkszählung rund 261.000 Einwohner und liegt im Norden von Tansania in einer Höhe von 1300 Meter über dem Meer, 140 Kilometer nordwestlich von Shinyanga. Das Klima in der Stadt ist tropisch, Aw nach der effektiven Klimaklassifikation. Es regnet im Durchschnitt 850 Millimeter im Jahr, sehr trocken sind die Monate Juni bis August. Die Tagesdurchschnittstemperaturen liegen zwischen 21 und 24 Grad Celsius, am heißesten ist es im Oktober, am kühlsten im Juli.

## Geschichte
Im Jahr 2012 wurde Bariadi zum Stadt-Council erhoben und ist damit ein eigener Wahlkreis.

## Bevölkerung
Die größte ethnische Gruppe sind die Sukuma, ihr gehören rund neunzig Prozent der Bevölkerung an. Fast die Hälfte der Einwohner sind Christen.

## Einrichtungen und Dienstleistungen
- Bildung: Seit dem Jahr 2016 gibt es in Bariadi neben den staatlichen eine private Grundschule.[7] Für weitere Bildung sorgen fünf weiterführende Schulen.[8]
- Gesundheit: Das nächste Krankenhaus befindet sich in Somanda.[9] In der Stadt selbst gibt es ein Gesundheitszentrum.[10]
- Kommunikation: Im Jahr 2019 wurde in Bariadi das Mobilfunknetz auf 4G aufgerüstet.[11]

## Infrastruktur
- Straßen: Durch Bariadi verläuft die Nationalstraße T36 von Shinyanga nach Musoma und weiter nach Kenia. Der Abschnitt von Bariadi nach Norden ist asphaltiert (Stand 2018).[12]